# Игуату (микрорегион)

Игуату на карте.

Игуату (порт. Microrregião de Iguatu) — микрорегион в Бразилии, входит в штат Сеара. Составная часть мезорегиона Юго-центральная часть штата Сеара. Население составляет 222 867 человек (на 2010 год). Площадь — 4 762,840 км². Плотность населения — 46,79 чел./км².

## Демография
Согласно сведениям, собранным в ходе переписи 2010 г. Национальным институтом географии и статистики (IBGE), население микрорегиона составляет:
| Полное население                             | Полное население                             | Полное население                             | Полное население                             | 222 867 |
| -------------------------------------------- | -------------------------------------------- | -------------------------------------------- | -------------------------------------------- | ------- |
| в том числе:                                 | Городское население                          | 141 201                                      | Процент городского населения, %              | 63,36   |
|                                              | Сельское население                           | 81 666                                       | Процент сельского населения, %               | 36,64   |
|                                              | Мужское население                            | 108 384                                      | Процент мужского населения, %                | 48,63   |
|                                              | Женское население                            | 114 483                                      | Процент женского населения, %                | 51,37   |
| Плотность населения, чел/км²                 | Плотность населения, чел/км²                 | Плотность населения, чел/км²                 | Плотность населения, чел/км²                 | 46,79   |
| Население микрорегиона в % к населению штата | Население микрорегиона в % к населению штата | Население микрорегиона в % к населению штата | Население микрорегиона в % к населению штата | 2,64    |

## Статистика
- Валовой внутренний продукт на 2003 составляет 568 395 405,00 реалов (данные: Бразильский институт географии и статистики).
- Валовой внутренний продукт на душу населения на 2003 составляет 2647,44 реалов (данные: Бразильский институт географии и статистики).
- Индекс развития человеческого потенциала на 2000 составляет 0,647 (данные: Программа развития ООН).

## Состав микрорегиона
В составе микрорегиона включены следующие муниципалитеты:
1. Седру
2. Ико
3. Игуату
4. Орос
5. Кишело